# 月刊コミックジーン
『月刊コミックジーン』（げっかんコミックジーン）は、日本の出版社であるKADOKAWA メディアファクトリーより発行されている月刊漫画雑誌。2011年6月15日に創刊第1号（7月号）が発売された。

## 歴史

### 創刊発表
株式会社メディアファクトリー時代の2010年12月4日に「2011年4月の創刊」を発表。発表時のキャッチコピーは「〜覚醒（めざ）めよ感動遺伝子（ジーン）!!ドラマティック∞スタイリッシュ∞コミック!!〜」で、「「少女誌＝女子読者」「少年誌＝男子読者」というこれまでの図式にとらわれない新雑誌を目指す」雑誌とされていた。連載のラインナップは、2010年12月29日に開催されたコミックマーケット79で配布された「コミックジーン超創刊!!特製パンフレット」でも発表。パンフレットはポケットティッシュとともに全国の提携専門書店でも配布された。また、同月から本誌の公式サイトにて、壁紙やフラッシュムービーの配信、連載作家のインタビューなどを掲載し、創刊に先がけた「3ヶ月ぶっ通し覚醒前夜祭-コミックジーン・イヴ-」を開催。

### 創刊まで
2011年1月25日にpixivとコラボレートし、「ジーン学園制服デザインイラストコンテスト」を開催。イラストレーターのオサムが描く本誌の公式キャラクターが着用する制服のデザインを募集する企画であった。当初は2011年4月に創刊と発表されていたが、同年3月11日に発生した東日本大震災の影響を受け、3月22日に発売延期を発表。本誌の公式サイトでは、連載作家による東日本大震災の応援メッセージが公開された。3月31日、創刊日が6月15日になったことを発表。雑誌のコンセプトは創刊時編集長の土方隆の中では遠藤海成ありきでのものであり、4月1日には公式サイトにて、遠藤の特設ページが開設された。
創刊を記念して、4月15日から4月24日まで「コミックジーンカフェ」を東京都秋葉原のキュアメイドカフェにて開催。本誌に連載が予定されていた遠藤海成の『まりあ†ほりっく』のスピンオフや、霜月かいりの『BRAVE10 S ブレイブ・テン・スパイラル』の作品のキャラクターにちなんだメニューが展開された。

### 創刊
2011年6月15日に創刊。創刊号の価格は税込み490円であった。創刊時の編集長の土方隆によると、「中学生がおこづかいの中からがんばって出せる値段」で、ワンコイン以下で購入可能なこの価格設定にされた。土方によると、当時のメジャー誌以外では最安値の価格で、創刊時は少しずつ値段を上げるつもりはなく、「基本的にはずっとこの値段」で、「お得になるように」付録をつけるという考えであった。創刊号から3号は、3点の付録が付属された。
創刊時の看板作品は遠藤海成の『黒犬O'clock』で、創刊号の表紙にも同作のイラストを使用。表紙に記載されたキャッチコピーは「覚醒（めざ）めよ感動遺伝子（ジーーーン）！」であった。中二要素入りであるが、「感動」と「ジーン」をかけるなど、後づけであるがダジャレが使用されており、遠藤によると「感動遺伝子」や「超創刊」といった単語の「ダサい、アチャー感がいい」キャッチコピーとなっている。創刊を記念して、6月19日にアニメイト秋葉原にて遠藤のサイン会を開催。

### 創刊後
創刊○周年の号では、連載作家たちによる直筆サイン色紙のプレゼント企画を展開。2017年の6周年、2018年の7周年、2019年の8周年、2020年の9周年、2021年の10周年、2022年の創刊11周年、2023年の創刊12周年、2024年の13周年、2025年の14周年で企画が行われた。
そのほか2017年6月15日の創刊6周年では、東京都の渋谷マルイ8階イベントスペースにて、「ジーン 6 フェスティバル〜コミックジーン創刊6周年アニバーサリーショップ〜」を展開。ミュージカル『青春-AOHARU-鉄道』の衣装や『SERVAMP-サーヴァンプ-』のクロの等身大スタンディパネルなどが展示された。2021年6月15日に創刊10周年を迎えた際は、同日、10周年企画の一環として、中村悠一がナレーションを務める記念PVを公開。そのほか、特設サイトやTikTokアカウントも開設された。2023年11月18日からは、創刊12周年を記念して東京都アニメイト池袋本店の3階にて、展示とオンリーショップを開催。
同誌発のオリジナル作品のアニメ化には『BRAVE10』、『オレん家のフロ事情』、『SERVAMP-サーヴァンプ-』、『恋するシロクマ』（ただし、劇場ぷちアニメ）、『あっくんとカノジョ』、『ぼくのとなりに暗黒破壊神がいます。』、『殺し愛』、実写化に『ニーチェ先生〜コンビニに、さとり世代の新人が舞い降りた〜』がある。

## 特徴
コンセプトは「女子向けの少年漫画雑誌」。
創刊時の編集長の土方隆によると、本誌は少年誌であるため、作品にはヒロインも登場するが「基本的には主人公は男」である。土方は「少年誌は、主人公の少年たちがどうやってがんばっていくかっていう過程を見る」ものであると考える。土方によると「読者が少年であればそれを自分に置き換える」が、少女の場合は「同様に主人公の少年に自分を投影する場合」や「「もし自分が少女でなかったら主人公たちの仲間になって一緒に戦っているかもしれない」って想像して楽しむ場合」、また「ファン目線で、校庭でがんばっている男子を応援する場合」もあるという。主人公が男ばかりの作品でも「男ハーレム」にすると乙女ゲームのようになってしまい、少年誌ではなくなるため、本誌のコンセプトからは外れる。乙女ゲームの市場の規模は大きく、そういう作品で面白いものを描く漫画家もいるが、「中二病の人がそれを求めるのか」という議論の末に、創刊時には「そういう企画は全部ボツ」になっている。
創刊時は「みんなで楽しむ雑誌」にしたい土方の考えにより、2人や3人で応募が可能な読者プレゼントの企画が存在していた。

## 歴代編集長
- 土方隆（創刊号[1] - ）
- あざらし[3]

## 連載作品

### 連載中の作品
※2025年9月号現在。
- 恋するシロクマ（ころも）：2015年7月号 -
- 被虐のノエル（原作：カナヲ、漫画：しゃもじ）：2017年4月号 -
- 平野と鍵浦（春園ショウ）：2019年4月号[30] -
- 虚の記憶（原作・プロデュース：Eve、漫画：ネヲ）：2020年5月号[31] -
- 准教授・高槻彰良の推察（原作：澤村御影、漫画：相尾灯自、キャラクター原案：鈴木次郎）：2020年9月号[32] - 2023年10月号（第一部[33]）、2024年12月号[34] - （第二部[34]）
- ブラックシープ（雅鳳みゃと）：2021年11月号[35] -
- 後宮の検屍女官（原作：小野はるか、漫画：おの秋人、キャラクター原案：夏目レモン）：2022年3月号[36] -
- ベノム 求愛性少女症候群（原作：城崎・かいりきベア、漫画：しゃもじ、キャラクターデザイン：のう）：2022年3月号[36] -
- アルカリレットウセイ（原作：城崎・かいりきベア、漫画：佐藤まひろ）：2023年9月号[37] -
- いのちの食べ方（原作・プロデュース：Eve、原作：十文字青、漫画：ゆとと、キャラクター原案：まりやす・Waboku・lack）：2023年11月号[38] -
- 飛と龍子（原作・プロデュース：Eve、漫画：まりやす）：2024年3月号[39] -
- 憧れの作家は人間じゃありませんでした（原作：澤村御影、漫画：相尾灯自）：2024年4月号[40] -
- 漫画 刀剣乱舞無双（原案：「刀剣乱舞ONLINE」より（DMM GAMES/NITRO PLUS）、漫画：なしのき）：2024年4月号[40] -
- シャンティ（原作：佐野しなの、漫画：須賀今日助、監修：wotaku、キャラクター原案：亞門弐形）：2024年8月号[41] -
- ドールハウスの銀次さん（伊崎元）：2024年11月号[42] -
- ルカくんはあくまで（藤間ハチ）：2024年11月号[42] -
- 月見里家のメイド男子（砂尾）：2024年12月号[34] -
- 王都の行き止まりカフェ『隠れ家』〜うっかり魔法使いになった私の店に筆頭文官様がくつろぎに来ます〜（原作：守雨、漫画：ゆとと、キャラクター原案：染平かつ）：2025年1月号[43] -
- 細胞神曲-Cell of Empireo.- A certain "0.5"（原作：鱶尾双（from 鱶尾工業/outsider By SystemN.H）、漫画：虫之砂肝）：2025年3月号[44] -
- 古都古書祓いの陰陽師（原作：ウカラ・ガウ、漫画：YUNOKI）：2025年4月号[45] -
- 推し恋カプリチオ（美鈴ちょこ）：2025年5月号[46] -
- 漫画 京佳お嬢様と奥田執事（漫画：砂尾、ご本家：金子きょんちぃ（ぱーてぃーちゃん）＆奥田修二（ガクテンソク））：2025年5月号[46] -
- かがみの特殊少年更生施設 The Escape Begins（原作：第四境界、漫画：木林みあ）：2025年7月号[47] -
- 根ノ國家（小松万記）：2025年7月号[47] -
- DOPE 麻薬取締部特捜課（原作：木崎ちあき、漫画：マキマヨ、キャラクター原案：尾方富生）：2025年8月号[48] -
- 葬送師と貴族探偵（原作：水無月せん、漫画：挟間津式、キャラクター原案：双葉はづき）：2025年9月号[49] -

### 連載終了作品

#### 2011年
- アンティマギア（藍屋球）：2011年7月号 - 2012年4月号
- オレん家のフロ事情（いときち）：2011年7月号 - 2020年3月号[50]
- 海賊伯（ゆづか正成）：2011年7月号 - 2012年5月号
- カムサリ（橋本届）：2011年7月号 - 2012年5月号
- 虚構の王（藤山海里）：2011年7月号 - 2012年12月号
- 黒犬O'clock（遠藤海成）：2011年7月号 - 2012年5月号
- SERVAMP-サーヴァンプ-（田中ストライク）：2011年7月号 - 2025年1月号[43]
- 残念、ここは世界の裏側です。（青春）：2011年7月号 - 2013年5月号
- 十五少年漂流記（原案：ジュール・ヴェルヌ、作画：しわすだ）：2011年7月号 - 2013年3月号
- てんか!（葛屋カツキ）：2011年7月号 - 2012年12月号
- トイレの花太郎（みなづき忍）：2011年7月号 - 2012年8月号
- 独裁グリムワール（狩野アユミ）：2011年7月号 - 2012年9月号
- ファイナル・カウントダウン学園（喜久屋めがね）：2011年7月号 -
- BRAVE10 S（霜月かいり）：2011年7月号 - 2016年4月号 ※『コミックフラッパー』より移籍。
  - BRAVE10 〜戯〜（霜月かいり）：2016年7月号 - 2017年2月号
  - BRAVE10 〜暁〜（霜月かいり）：2020年6月号 - 2020年9月号
- 星を追う子ども アガルタの少年（原作：新海誠、作画：ひだかあさひ）：2011年7月号 - 2012年3月号
- まりあ†ほりっく spin-off（遠藤海成）：2011年7月号 - 2014年1月号
- ラッキードッグ1 BLAST（原作：tennenouji、漫画：渦八）：2011年7月号 - 2015年7月号
- 竜は黄昏の夢をみる（姫川明）：2011年7月号 - 2012年6月号
- 吟遊戯曲BlackBard（漣一弥）：2011年8月号 - 2012年12月号
- 魔界医師メフィスト（原作：菊地秀行、作画：霜月かいり）：2011年8月号 - 2015年3月号
- Card Master -カードマスター-（原作：夜行花、作画：ときわ銀）：2011年9月号 - 2013年9月号
- マリシャスコード（池野雅博）：2011年9月号 - 2013年1月号
- 青春鉄道（青春）：2011年10月号 - 2014年4月号 ←『コミックフラッパー』より移籍。
- テイルズ オブ エクシリア SIDE;MILLA（原作：バンダイナムコゲームス、作画：hu-ko）：2011年10月号 - 2014年6月号
- NightWalker-ナイトウォーカー-（カラス）：2011年10月号 - 2013年4月号
- M@te（青鹿ゆう）：2011年11月号 - 2012年9月号

#### 2012年
- アクエリオンEVOL（原作：河森正治・サテライト、漫画：あおぎり）：2012年2月号 - 2014年7月号
- あかやあかしやあやかしの（原作：HaccaWorks*、作画：七生）：2012年3月号 - 2016年7月号
- うた変。（杉田圭）：2012年5月号 - 2012年10月号
- 新次元アセンション（渡辺瑞樹）：2012年6月号 - 2013年10月号
- ダブルゲージ（沙雪）：2012年6月号 - 2014年8月号
- カゲロウデイズ（原作：じん、漫画：佐藤まひろ）：2012年7月号 - 2019年3月号[51]
- ラノベ王子☆聖也（さかもと麻乃）：2012年7月号 - 2013年4月号
- あおくび大根 生ですの。（こめ助）：2012年10月号 - 2013年5月号
- RACK-13係の残酷器械-（荊木吠人）：2012年10月号 - 2019年7月号[52]
- 煉國のカルタグラ（高橋燎央）：2012年10月号 - 2013年8月号
- アンドロマリウス（幸路）：2012年11月号 - 2013年10月号
- いまさらノストラダムス（善内美景）：2012年11月号 - 2013年10月号
- 俺アリス〜男女逆転〜（原作：ビジュアルワークス、漫画：狩野アユミ）：2012年11月号 - 2013年12月号
- 囚人と紙飛行機 少年パラドックス（原作：猫ロ眠＠囚人P、漫画：紅村岬）：2012年11月号 - 2013年10月号
- 僕と先輩の鉄拳交際（原作：成田駿、作画：おそら）：2012年11月号 - 2014年5月号

#### 2013年
- 終焉ノ栞（原作：スズム、主犯：150P、漫画：結城あみの、キャラクターデザイン：さいね）：2013年1月号 - 2016年1月号
- ぼくのとなりに暗黒破壊神がいます。（亜樹新）：2013年2月号 - 2020年5月号[31]
- キミノクロノス（結賀さとる×ヤヅチスエタ）：2013年3月号 - 2013年10月号
- ジーンメタリカ -機巧少女は傷つかない Re:Acta-（原作：海冬レイジ、漫画：釜田みさと、キャラクター原案：るろお）：2013年5月号 - 2014年5月号
- 魔法戦争（原作：スズキヒサシ、漫画：伊吹有、キャラクター原案：瑠奈璃亜）：2013年5月号 - 2015年7月号
- あっくんとカノジョ（杜若わか）：2013年7月号 - 2018年7月号
- 三択ロース（金色スイス）：2013年7月号 - 2014年5月号
- そこにいたの西山さん（U-temo）：2013年8月号 - 2014年6月号
- ミカグラ学園組曲（原作：Last Note.、漫画：沙雪、キャラクターデザイン：明菜）：2013年8月号 - 2016年3月号
- ニーチェ先生〜コンビニに、さとり世代の新人が舞い降りた〜（原作：松駒、作画：ハシモト）：2013年9月号 - 2019年1月号[53]→『COMIC BRIDGE online』に移籍[53]
- グレン5-ファイブ-（原作：小高和剛、漫画：篠田六、メインキャラクターデザイン：小玉有起）：2013年10月号 - 2015年4月号

#### 2014年
- SSS！（原作：やまだ有見、漫画：hatsuko）：2014年1月号 - 2015年6月号
- シャントラ —絶対依存の歌姫—（原作：囚人、漫画：木虎こん）：2014年1月号 - 2015年4月号
- ドロボウナイトトリック（原作：ゆちゃP、漫画：幸路、シナリオ協力：猪原賽、キャラクター原案：hatsuko|HND/hatsuko）：2014年1月号 - 2014年10月号
- 霧雨が降る森（原作：真田まこと、漫画：名束くだん）：2014年4月号 - 2015年11月号
- 黙示録アリス（原作：鏡貴也、漫画：ようこ）、キャラクター原案：加藤勇樹）：2014年4月号 - 2015年7月号
- なんくる！（さだうおじ）：2014年5月号 - 2015年11月号
- にんぶるどん（加藤ミチル）：2014年6月号 - 2015年3月号

#### 2015年
- 第九のマギア（漫画：漣一弥、監修：堀江宏樹）：2015年2月号 - 2016年1月号
- BUDDY ANTIQUE-バディ・アンティーク-（マツリ）：2015年4月号 - 2016年2月号
- セカイでいちばんアイしてる（島陰涙亜）：2015年5月号 - 2016年2月号
- Sストな藤原くん（高松翼）：2015年6月号 - 2016年5月号
- ほねほね探偵ホームズ（鳴希りお）：2015年6月号 - 2016年2月号
- ハルナナナ〜榛名さん家の7人のお兄ちゃん〜（缶爪さわ）：2015年7月号 - 2016年9月号
- 花魁地獄（幸路）：2015年9月号 - 2016年12月号
- 銭谷くんの恋は金次第（季野このき）：2015年9月号 - 2016年8月号
- 宵待リビング×デッド（笹木あおこ）：2015年10月号 - 2016年8月号
- 殺し愛（Fe）：2015年11月号 - 2023年2月号[54]
  - 殺し愛 番外編（Fe）：2023年6月号[55] - 2024年3月号[39]
- 殺戮の天使（原作：真田まこと、漫画：名束くだん）：2015年11月号 - 2020年10月号[56]
- 大魔法使いなんです…よね?（U-temo）：2015年11月号 - 2016年2016年11月号

#### 2016年
- 飢囚獣—ガンドッグ—（ようこ）：2016年2月号 - 2017年4月号
- 魔王様としゅんくん（monaca）：2016年2月号 - 2023年12月号
- レムレスブルーの午前2時（原作：心太、漫画：おの秋人）：2016年4月号 - 2017年1月号
- 春日坂高校漫画研究部（原作：あずまの章、漫画：島陰涙亜、キャラクター原案：ヤマコ）：2016年5月号 - 2017年8月号
- さつてん！（原作：真田まこと、漫画：negiyan）：2016年5月号 - 2021年4月号[57]
- ヤモリ先輩といっしょでいいんじゃね？（さだうおじ）：2016年5月号 - 2017年4月号
- クズ×キリ男子〜俺たちのカースト最下層ライフ〜（藤山はるいち）：2016年6月号 - 2018年4月号
- キンプリ！（漫画：高松翼、協力：キングオブプリズム製作委員会）：2016年7月号 - 2017年6月号
- NIRVANA-ニルヴァーナ-（じん×沙雪）：2016年7月号 - 2018年4月号
- あやかしパレードゲーム（霜月かいり）：2016年8月号 - 2018年4月号
- ゲームオーバードーズ（伊吹有）：2016年8月号 - 2017年7月号
- なむあみだ仏っ!（原作：ビジュアルワークス、漫画：結城あみの）：2016年8月号 - 2017年4月号
- ばけもの夜話づくし（マツリ）：2016年8月号 - 2019年6月号[58]→コミックNewtype』へ移籍[58]
- 職人男子 神田くん（木下さとし）：2016年9月号 - 2017年9月号
- バチカン奇跡調査官（原作：藤木稟、漫画：日野杏寿、キャラクター原案：THORES柴本）：2016年9月号 - 2019年1月号
- キョウト彩奪ギャングスタア（拓平）：2016年10月号 - 2017年6月号
- とぅ君とあたしの八千日間（こしせ）：2016年10月号 - 2017年11月号

#### 2017年
- 春告と雪息子（原作：弓部早苗 (melt Lab.)、漫画：hagi）：2017年6月号 - 2018年11月号[59]
- ぼくらの選択（漣ミサ）：2017年6月号 - 2018年12月号[60]
- 戦刻ナイトブラッド（原作：『戦刻ナイトブラッド』プロジェクト、漫画：おの秋人）：2017年7月号 - 2018年10月号
- 美少年戯譚（かぐらひより）：2017年7月号 - 2018年7月号
- 俺の推しが世界一輝いている 〜2.5次元舞台おっかけ男子の活動記録〜（缶爪さわ）：2017年8月号 - 2019年4月号[30]
- 人外CPかたろぐ。（笹木あおこ）：2017年8月号 - 2018年12月号[60]
- 龍の歯医者（原作：舞城王太郎、漫画：ようこ）：2017年10月号 - 2018年1月号
- デビルデザイアーズ!!（拓平）：2017年11月号 - 2019年3月号[51]
- 偉人ですか? 英雄ですか? 死んでもらっていいですか?（下瀬川ひなる）：2017年12月号 - 2019年5月号
- 神様の子守はじめました。（原作：霜月りつ、漫画：季野このき）：2017年12月号 - 2019年4月号[30]
- :radical（原案：間汐、原作協力：SUNPLANT、漫画：蓮乗寺メイ）：2017年12月号 - 2019年3月号

#### 2018年
- exENDs-エクスエンズ-（原作：まなーん、漫画：トリ）：2018年1月号 - 2019年4月号[30]
- 御茶ノ水ロック（原作：TVドラマ『御茶ノ水ロック』、漫画：七生）：2018年1月号 - 2018年11月号[59]
- ゆびきりばこ（結城あみの）：2018年1月号 - 2018年10月号
- 5★G★B-ファイブ・ジーナー・ブラザーズ-（桑佳あさ）：2018年5月号 - 2019年4月号[30]
- 暗殺者ROSE-アサシンロゼ-（原作：紗結、漫画：おだやか）：2018年6月号 - 2019年3月号[51]
- 四見塚の怪異さん（原作：HIJIKI、漫画：緑川葉）：2018年6月号 - 2019年3月号[51]
- シゴトオサメ -職業病事件帳-（磐秋ハル）：2018年7月号 - 2019年6月号[58]
- トライナイツ（原作：矢野俊策、漫画：衿沢千束）：2018年7月号 - 2019年9月号[61]
- キリザキ君は。（原作：幕末志士、漫画：わんにゃんぷー）：2018年9月号 -
- アルネの事件簿（原作：春紫、漫画：稲空穂）：2018年12月号[60] -

#### 2019年
- 錆色のアーマ（漫画：hagi、原案：「錆色のアーマ」プロジェクト）：2019年2月号[62] - 2019年11月号
- 白蛇嬢にキスください。（よはち）：2019年3月号[51] - 2020年2月号[63]
- 終末の貞子さん（漫画：夏見こま、監修：KADOKAWA）：2019年5月号[64] - 2019年8月号
- ぼくらの七日間戦争（原作：宗田理、漫画：笹木あおこ、キャラクター原案：はしもとしん）：2019年5月号[64] - 2019年8月号
- 警視庁 特務部 特殊犯罪対策室 第七課 トクナナ File.0（原作：TVアニメ「トクナナ」、漫画：漣ミサ、キャラクター原案：黒乃奈々絵）：2019年6月号[58] - 2020年4月号[65]
- BLACK BABYLON -ブラック・バビロン-（日野杏寿）：2019年6月号[58] - 2020年5月号[31]
- ブロードキャスト（原作：湊かなえ、漫画：くらの）：2019年6月号[58] - 2020年4月号[65]
- 君の横顔しか見れない（十屋つぐみ）：2019年9月号[61] - 2020年7月号[66]
- 劇場版アニメ ぼくらの7日間戦争（原作：宗田理、ストーリー原案：ぼくらの7日間戦争製作委員会、漫画：笹木あおこ）：2019年9月号[61] - 2020年1月号
- バズ恋レシピ生活（原作：リュウジ、漫画：杜若わか）：2019年9月号[61] - 2020年7月号[66]
- 滅亡世界で悪の科学者と愛を育まないといけないようです（磐秋ハル）：2019年9月号[61] - 2020年9月号
- ほうき世界のアレアとイアラ（赤瀬よぐ）：2019年11月号 - 2020年10月号[56]

#### 2020年
- グロリアス★F（鈴紀オズク）：2020年1月号[67] - 2020年10月号[56]
- しにものがかり（荊木吠人）：2020年1月号[67] - 2021年4月号
- 狼ゲーム（原作：スタジオわさび、漫画：紺野ぱる）：2020年3月号[50] - 2022年8月号[68]
- おしえて! BLソムリエお兄さん（下瀬川ひなる）：2020年6月号 - 2022年10月号[69]
- 俺たちの青春活動（あしや稚浩）：2020年7月号[66] - 2021年6月号[70]
- 後宮に星は宿る〜金椛国春秋〜（原作：篠原悠希、漫画：hagi）：2020年7月号[66] - 2022年2月号
- 不思議の国のハートの女王（原作：長月遥、漫画：よはち、キャラクター原案：鳴海ゆき）：2020年7月号[66] - 2021年6月号[70]
- 絶体絶命ゲーム（原作：藤ダリオ、漫画：佐藤まひろ、キャラクター原案：さいね）：2020年11月号[71] - 2021年10月号
- 樹海村（漫画：ゆとと、脚本：保坂大輔・清水崇）：2020年12月号[72] - 2021年3月号

#### 2021年
- 彼女が魔女に着替える時（原作：冬村蜜柑、漫画：壱師社、キャラクター原案：青井秋）：2021年1月号[73] - 2022年5月号[74]
- 錆色のアーマ-黎明-（漫画：霜月かいり、原案：「錆色のアーマ」プロジェクト）：2021年6月号[70] - 2022年6月号
- マーディスト ―死刑囚・風見多鶴―（原作：半田畔、漫画：ゆとと、キャラクター原案：灰染せんり）：2021年7月号[28] - 2022年10月号[69]
- 恐怖コレクター（原作：佐東みどり・鶴田法男、漫画：結城にこ、キャラクター原案：よん）：2021年10月号[75] - 2022年3月号[36]
- グッバイ、ドン・グリーズ!（原作：Goodbye,DonGlees Project、漫画：しんき）：2021年11月号[35] - 2022年3月号[36]

#### 2022年
- アラクノマニア（荊木吠人）：2022年1月号[76] - 2022年10月号
- 永久少年 Eternal Boys（原作：満福芸能プロダクション、漫画：ちゃんさな）：2022年5月号[74] - 2023年8月号
- かわいいせかいせいふく（亜樹新）：2022年5月号[74] - 2025年5月号[77]
- 談虎色変-虎を談じて色変ず-（螢）：2022年8月号[68] - 2023年1月号
- エージェント・エンジェル（外世とか）：2022年10月号[69] - 2023年6月号[55]
- ピエタとトランジ（原作：藤野可織、漫画：キスガエ）：2022年10月号[69] - 2023年12月号
- 八百万しんせん食堂（伊戸川チェル）：2022年11月号[78] - 2023年4月号

#### 2023年
- 魔王少女はパンケーキの夢を見る。（笹木あおこ）：2023年2月号[54] - 2024年4月号[40]
- 稀色の仮面後宮（原作：松藤かるり、漫画：ゆとと、キャラクター原案：Nardack）：2023年5月号[79] - 2024年6月号[80]
- 幻想命名記（小松万記）：2023年6月号[55] - 2024年10月号[81]
- 死の森の魔女は愛を知らない（原作：浅名ゆうな、漫画：トボ、キャラクター原案：あき）：2023年8月号[82] - 2024年7月号[25]
- 超探偵事件簿 レインコード（原作：スパイク・チュンソフト、漫画：紺野ぱる）：2023年8月号[82] - 2024年4月号[83]
- かがやけ! ミラクルボーイズ（原案：テレビ神奈川、漫画：砂尾）：2023年10月号[84] - 2024年4月号[83]
- ド屑 -last days-（原作：なきそ・五月什一、漫画：飯田めしこ、キャラクターデザイン：鮫島ぬりえ）：2023年11月号[38] - 2024年10月号[81]

### 2024年
- 狐の許嫁は嘲り嗤う（東大路ムツキ）：2024年5月号[85] - 2025年8月号[86]
- テレキャスタービーボーイ（原作：すりぃ、漫画：下心ぽよ、キャラクター原案：coalowl）：2024年9月号[87] - 2025年8月号[86]

## 映像化作品

### アニメ化
| 作品                               | 放送年 | アニメーション制作                  | 備考・出典                 |
| ---------------------------------- | ------ | ----------------------------------- | -------------------------- |
| BRAVE10                            | 2012年 | スタジオさきまくら                  | コミックフラッパーから移籍 |
| オレん家のフロ事情                 | 2014年 | 旭プロダクション                    |                            |
| SERVAMP-サーヴァンプ-              | 2016年 | ブレインズ・ベース プラチナビジョン | 映画あり                   |
| あっくんとカノジョ                 | 2018年 | ゆめ太カンパニー                    |                            |
| ぼくのとなりに暗黒破壊神がいます。 | 2020年 | EMTスクエアード                     |                            |
| 殺し愛                             | 2022年 | プラチナビジョン                    | [ 88 ]                     |

| 作品           | 公開年 | アニメーション制作 | 備考            |
| -------------- | ------ | ------------------ | --------------- |
| 恋するシロクマ | 2017年 | ギャザリング       | YouTubeでも配信 |

### 実写化
| 作品                                                     | 年     | 備考・出典                                                              |
| -------------------------------------------------------- | ------ | ----------------------------------------------------------------------- |
| ニーチェ先生〜コンビニに、さとり世代の新人が舞い降りた〜 | 2016年 |                                                                         |
| オレん家のフロ事情                                       | 2022年 | ドラマのタイトルは『オレん家のフロ事情〜人魚と過ごした49日』 台湾ドラマ |

## レーベル
掲載作品の単行本は、ジーンコミックス（MFコミックス ジーンシリーズレーベル）より発行される。2011年11月24日より東京、名古屋、大阪などの地域でジーンコミックスのCMを放送。小野大輔がCMを担当した。レーベルは同年11月26日に創刊。創刊第1弾は6タイトルが選出され、遠藤海成の『黒犬O'clock』第1巻、原作：Tennenouji・渦八の『ラッキードッグ1 BLAST』第1巻、藤山海里の『虚構の王』第1巻、狩野アユミの『独裁グリムワール』第1巻、藍屋球の『アンティマギア』第1巻、原作：新海誠・ひだかあさひの『星を追う子ども アガルタの少年』第1巻が刊行された。

## 関連誌・ウェブサイト
ジーンピクシブ
2014年10月27日よりpixivコミックで配信のウェブコミック配信サイト。
ジーンLINE
2018年4月27日よりLINEマンガで配信のレーベル。